# Lockbettel

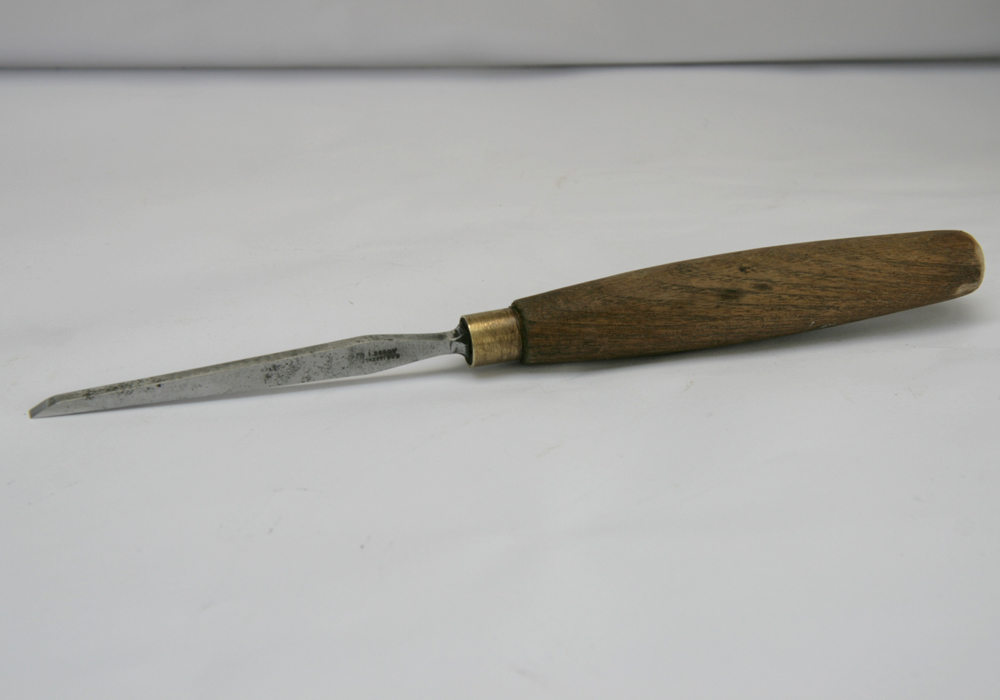
Liten engelsk lockbettel, cirka 3,5 mm bred egg

En lockbettel (lockbetel) är ett huggjärn i stämjärnfamiljen, avsett för upptagning av djupa och trånga hål i trä vid exempelvis tappfogning eller hål för en låskolv.
Lockbetteln karaktäriseras av att eggen är slipad på klingans smalsida. Betydligt större bryt- och slagkrafter klaras då än med ett lika brett stämjärn där eggen är slipad på klingans bredsida.
Två olika slipningar av eggen förekommer på lockbettlar: engelsk slipning, som är slipning endast på klingans ena smalsida, och tysk slipning, som är slipning på klingans båda smalsidor. Eggvinkeln hålls vanligen mellan gränserna 25° och 35°.

## Etymologi
Benämningen lockbettel (lockbetel) är en försvenskning av tyskans Lochbeitel:
- Loch = hål
- Beitel = mejsel

Lochbeitel är alltså en "mejsel för upptagning av hål."

## Termtillämpning
Från svensk teknisk text kan lockbettel i vissa fall översättas till tyska med Rohrstechbeitel (m), som då kan avse ett specialutformat stickstål för utformning av invändiga hörn. Ett sådant stål kan vara kombinerat med en invändig borr, varmed håltagningen förbereds. (Man lägge märke till att Rohr, d.v.s. rör, inte nödvändigtvis behöver vara cirkulära; även rektangulära rör förekommer i somliga fall.)
Lockbettlar kombinerade med borr kan användas även för bearbetning av metall. Exempel på sådan användning är upptagning av hål i nycklar för fyrkanttappar.